# Yin Xiaoyan
Yin Xiaoyan (chinesisch 尹 笑言; * 28. August 1993 in Henan) ist eine chinesische Karateka. Sie kämpft in der Gewichtsklasse bis 61 Kilogramm.

## Karriere
Yin Xiaoyan sicherte sich zahlreiche Medaillengewinne bei Asienmeisterschaften, darunter die ersten 2011 in Quanzhou mit Silber im Einzel und Gold in der Mannschaftskonkurrenz. Den Mannschaftstitel verteidigte Yin 2012 in Taschkent, während sie im Einzel den dritten Platz in der Klasse über 68 Kilogramm belegte, ihre einzige Medaille, die sie nicht in der Klasse bis 61 Kilogramm gewann. 2015 wurde Yin in Yokohama erstmals auch im Einzel Asienmeisterin und gewann diesen Titel auch 2017 in Astana, 2018 in Amman und 2019 in Taschkent. Darüber hinaus belegte sie 2019 mit der Mannschaft Rang drei. Bei Asienspielen gewann Yin im Einzel 2014 in Incheon die Bronzemedaille und 2018 in Jakarta die Goldmedaille.
2018 schloss Yin außerdem die Weltmeisterschaften in Madrid auf dem zweiten Platz ab. Im Finale unterlag sie Jovana Preković. Für die 2021 ausgetragenen Olympischen Spiele 2020 in Tokio qualifizierte sich Yin über die olympische Rangliste ihrer Gewichtsklasse. Die Gruppenphase überstand sie mit vier Siegen in vier Kämpfen als Erste und setzte sich anschließend im Halbfinale auch gegen Giana Farouk aus Ägypten durch. Im Finale unterlag sie schließlich wie schon bei der WM 2018 Jovana Preković, die damit Olympiasiegerin wurde, während Yin die Silbermedaille erhielt. Bronze ging an Giana Farouk und Merve Çoban.